# Norrbyberg
Norrbyberg is een plaats in de gemeente Lycksele in het landschap Lapland en de provincie Västerbottens län in Zweden. De plaats heeft 63 inwoners (2000) en een oppervlakte van 65 hectare, in 2005 was het inwoneraantal tot onder de 50 gezakt en dan wordt een plaats niet meer als småort geregistreerd door het Zweeds Bureau voor Statistiek. De directe omgeving bestaat uit naaldbos en bij de plaats kruisen twee nummerloze wegen elkaar, ook ligt de 390 meter boven de zeespiegel gelegen heuvel Björkliden net ten westen van de plaats.